# NGC 7027
NGC 7027 es una nebulosa planetaria en la constelación de Cygnus a unos 3000 años luz de distancia de la Tierra.
La imagen tomada con el telescopio espacial Hubble es un registro de la agonía de una estrella. Inicialmente, la expulsión de las capas exteriores de la estrella, cuando esta era una gigante roja, se llevó a cabo a un ritmo pausado, dando lugar a unas nubes concéntricas de forma esférica. Esto culminó con la expulsión final de todas las capas remanentes, dando lugar a las regiones interiores más brillantes de la imagen, en un episodio que produjo nubes de polvo con forma no-esférica. Lo que queda de la estrella es una enana blanca que aparece como un punto blanco en el centro de la nebulosa.
Fue descubierta en 1878 por Edouard Jean-Marie Stephan.
En 2019 el observatorio Stratospheric Observatory For Infrared Astronomy (SOFIA) detectó la molécula de hidruro de helio (HeH+) en NGC 7027 por primera vez en la naturaleza.